# Zacharias Filkenius
Zacharias Filkenius, Szinnyeinél Filkenius Zakariás (1601 körül – 1642. február 14.) erdélyi szász krónikaíró.
Simon Filkenius szászvolkányi lelkész fia. Anyja családnevéről Weyrauchnak is nevezték. 1621-ben a segesvári gimnáziumban dolgozott, majd városi írnok lett, 1635-ben bíró, 1637-ben Kőhalomszék királybírója. Többször járt követségben az erdélyi fejedelmi udvarban és Budán a szász jogok érdekében. A segesvári városi tanács jegyzőkönyveiben ő írta az 1619–32 évek feljegyzéseit.
Kéziratban maradt műve: Enchiridion rerum variarum, homini polytico, officiali, non inutile. Ebből Georg Daniel Teutsch részleteket közölt az Archiv des Vereins für siebenbürgische Landeskunde (II. 1845. 30–33. 305–316. l. és IV. 1850. 83–96. l.) című folyóiratban. Feljegyzései gyakran szolgáltak forrásul a későbbi krónikásoknak.